# Stazione di Gouda
La stazione di Gouda è una stazione ferroviaria della città olandese di Gouda.

## Storia
La stazione ha aperto il 21 maggio 1855 quando la Nederlandsche Rhijnspoorweg-Maatschappij (Società ferroviaria Rijn olandese) aprì la ferrovia Utrecht-Rotterdam. La ferrovia Gouda-L'Aia fu aperta nel 1870, e il collegamento ad Alphen a/d Rijn nel 1934.
Nel novembre 1944 durante la seconda guerra mondiale, la stazione ferroviaria era un nodo strategico e venne bombardato dalle forze aeree britanniche. L'edificio principale fu gravemente danneggiato, tracce del bombardamento sono ancora visibili presso il binario 3 e 5.
Nel 1948 fu costruito un nuovo edificio su ciò che restava del primo piano del vecchio edificio. Questo fu rimpiazzato nel 1984 da quello attuale.